# Мистер Блетсуорси на острове Рэмполь
«Мистер Блетсуорси на острове Рэмполь» — философский и научно-фантастический роман Герберта Уэллса, написанный им в 1928 году.
Полное оригинальное название (англ.): «Mr. Blettsworthy on Rampole Island: Being the Story of a Gentleman of Culture and Refinement who suffered Shipwreck and saw no Human Beings other than Cruel and Savage Cannibals for several years. How he beheld Megatheria alive and made some notes of their Habits. How he became a Sacred Lunatic. How he did at last escape in a Strange Manner from the Horror and Barbarities of Rampole Island in time to fight in the Great War, and how afterwards he came near returning to that Island for ever. With much Amusing and Edifying Matter concerning Manners, Customs, Beliefs, Warfare, Crime, and a Storm at Sea. Concluding with some Reflections upon Life in General and upon these Present Times in Particular».

## Сюжет

### Начало
Главный герой романа — Арнольд Блетсуорси, родители которого умерли рано, — молодой английский дворянин скромного достатка, но достаточного для того, чтобы открыть небольшой бизнес.
В начале романа он был влюблён в девушку Оливию Слотерс и со своим другом Грейвсом готовил открытие совместной с ним фирмы.
Однажды он застал Оливию с Грейвсом в постели и прогнал обоих из своей жизни.
Предательство невесты и друга оказалось большим потрясением для него.
И, чтобы оправиться от этого потрясения, его поверенный мистер Ферндайк посоветовал ему отправиться в морское путешествие.
На торговом корабле (сухогрузе) «Золотой лев» у Блетсуорси не сложились отношения с командой, многие члены которой имели недостатки (напр., пьянство). Поэтому путешествие не способствовало восстановлению душевного здоровья главного героя.
Когда корабль в шторм получил повреждение и ожидалось, что он потонет, капитан, на почве неприязни, запер главного героя в каюте, и команда спаслась на шлюпках без него (потом Блетсуорси удалось выбраться из каюты).

### Остров Рэмполь
Корабль, однако, не затонул, и течением его проносило мимо острова Рэ́мполь (англ. Rampole). Местные туземцы-дикари подплыли на лодках к кораблю, взяли с него разные вещи и пленили главного героя.
Остров Рэмполь представлял собой возвышавшееся над морем плато. В углублениях плато имелись две низины, изолированные от верха плато и соединявшиеся ущельем, по которому текла речка. Одна низина (верхняя по течению реки) была в глубине острова, другая (нижняя) прилегала к берегу моря.
В каждой низине жило по племени. Главный герой был захвачен племенем нижней (прибрежной) низины. Наверху плато жили мегатерии — гигантские ископаемые животные — из-за чего люди обоих племён не могли жить наверху плато.
Остров Рэмполь преподносится автором, как сатира на человечество, а мегатерии наверху — как властвующие, довлеющие над людьми власти и госаппараты государств.

#### Жизнь на острове Рэмполь
Из-за того что суждения главного героя, как цивилизованного человека, отличались от суждений дикарей племени, те посчитали его безумным, и он получил звание «священного безумца», устами которого боги передают людям свою волю. В этом статусе он стал одним из пяти членов совета вождей, правящего племенем. Среди других членов совета были: военачальник Ардам (своего рода министр обороны) и толкователь речей священного безумца по имени Чит.
В племени частым наказанием была т. н. «укоризна», заключавшаяся в одном ударе дубинкой по голове. Полагался лишь один удар, независимо от его последствий; формально не было цели, чтоб наказанный обязательно умер от этого удара, но дубина была большой, тяжёлой и угловатой-сучковатой, к тому же удар ею наносил плечистый, сильный детина, поэтому практически всегда «укоризна» вызывала смерть наказанного.
Мясо казнённых использовалось в пищу.
И главный герой понимал, что к «укоризне» всегда приговаривается достаточное, не меньшее количество людей для того, чтобы члены правящего совета всегда ели мясо.
Однажды, по просьбе главного героя, он и Чит совершили экспедицию на верх плато, взяв с собой мальчишку-носильщика.
Главный герой призывал других вождей истребить мегатериев на плато, после чего вспахать на нём землю и заняться сельским хозяйством, но они считали его идею невыполнимой.
Оба племени торговали друг с другом. Товаром нижнего племени была рыба, ловимая его рыбаками в море (к которому у верхнего племени доступа не было). А в верхней низине рос лес и имелись залежи глины, поэтому товарами верхнего племени были изделия из дерева и гончарные изделия.

#### Война на острове
Межплеменная торговля вызывала немало недовольства у обоих племён: каждое племя считало, будто другое племя берёт слишком много их товаров, за которые даёт слишком мало своих. На почве этого недовольства время от времени происходили войны между племенами. Очередная такая война началась в бытность на острове главного героя.
Эта война является аллегорическим изображением Первой мировой войны.
И так же, как Первая мировая, она была позиционной: воины обоих племён расположились по обе стороны пропасти с отвесными стенами, перегораживавшей ущелье, вооружённые холодным оружием и шестами, которыми собирались сталкивать в пропасть вражеских воинов, если те пойдут на приступ. Такой штурм, взбираясь по отвесным стенам пропасти, осуществить было нереально для обоих племён. За долгое время войны потери составили лишь несколько человек: один воин верхнего племени, оступившись, свалился в пропасть, и нескольких воинов нижнего племени воинам верхнего удалось подстрелить из луков (на земле верхнего племени был лес, поэтому они не испытывали недостатка в луках и стрелах, в отличие от нижнего племени).
С началом войны военачальник Ардам стал главой совета, получив единоличную власть. Главный герой выкрасил в красный цвет шкуру с головой животного, которую он носил, как символ своего статуса, и всячески изображал воинственные, враждебные к верхнему племени настроения, чтоб военачальник Ардам не отправил его на фронт, где было опасно, и чтоб не разозлить Ардама, который теперь может и один к «укоризне» приговорить.
А Ардам хотел, чтоб он и Чит отправились на фронт, — под предлогом, чтоб воодушевляли воинов, на самом деле — чтоб избавиться от них.

#### Девушка Уэнна
Однажды главный герой вышел на берег озера, имевшегося в нижней низине, и увидел, как на противоположном берегу бросилась в воду с утёса девушка. Верный своим дворянским принципам благородства («мы, Блетсуорси всегда бросались спасти утопающего, даже если при этом сами рисковали утонуть»), главный герой бросился в воду, подплыл к девушке и вытащил её на берег.
Девушка сказала, что её зовут Уэнна (англ. Wena), и что её довели до самоубийства домогательства военачальника Ардама.
Тут появился Чит и заверил главного героя с девушкой, что он на их стороне. Однако, Чит объяснил, что Ардам бросит людей на их поиски, а спрятаться в небольшой низине от тотальной облавы не удастся. Временно герои решили укрыться в расположенной неподалёку пещере.

### Возвращение к цивилизации
Вскоре главный герой очнулся в палате нью-йоркской больницы, увидев сидящего рядом со своей кроватью человека в цивильной одежде, похожего на Чита. «Вас я называл Читом» — ответил ему главный герой на вопрос, узнаёт ли он его.
Оказалось, «Чи́та» на самом деле звали доктор Минчит.
Оказалось, что у главного героя случилось раздвоение личности: в то время как одной своей личностью главный герой воображал, якобы живёт на острове Рэмполь, другая его личность была вполне в состоянии жить в цивилизованном мире, в частности, «могла поддержать разговор».
Оказалось, главного героя спасли с корабля не дикари острова Рэмполь, а научная экспедиция, направлявшаяся на этот остров.
Доктор Минчит был врачом экспедиции, и продолжил лечить главного героя и после возвращения с острова Рэмполь в Нью-Йорк.
Мегатериев, по словам Минчита, они на острове не обнаружили, но нашли много их скелетов.
Девушка Уэнна существовала и в реальности, но была не туземкой острова Рэмполь а жительницей Нью-Йорка по имени Ровенна (англ. Rowena), действительно совершившей попытку самоубийства, но бросившись в Гудзонов залив. Побудили же её к самоубийству действия одного высокопоставленного чиновника. И Блетсуорси действительно спас её, но из Гудзонова залива. Теперь Блетсуорси с ней, красавицей, обручён, и они собираются пожениться.
Вскоре Ровенна пришла в больницу к Блетсуорси навестить его.

### Дальнейшая жизнь
Блетсуорси женился на Ровенне.
В это время уже шла Первая мировая война, отображением которой в сознании главного героя была война на острове. Блетсуорси, из побуждений дворянского благородства, пошёл добровольцем на эту войну. В этой империалистической войне он разочаровался, когда в составе своего подразделения под артобстрелом и авианалётом шёл в атаку на немецкие позиции через широкую нейтральную полосу, на которой валялось множество трупов погибших солдат, многие из них уже разлагались, пожираемые червями, и в этой бессмысленной атаке к ним прибавлялись всё новые и новые (Верденская битва?).
В первой же атаке Блетсуорси был ранен взрывом снаряда, попав в госпиталь, где ему ампутировали раненную ногу.
В госпитале на него всё время, много дней смотрел сосед по палате с полностью забинтованными головой и лицом, так что открыт был только один глаз. В конце концов сосед по палате подошёл и заговорил с главным героем. Это оказался Грейвс, который тоже был ранен на войне. Для обоих война окончилась комиссованием по инвалидности.
Грейвс выразил раскаяние в содеянном им в начале романа, и их дружба восстановилась.
Грейвс взял на себя обязательство возместить главному герою всё, что он у него украл (в начале романа он приворовывал у Блетсуорси деньги из тех, что тот выделял на совместную фирму), кроме, конечно же, Оливии Слотерс, — тем более, что у Блетсуорси теперь красавица-жена Ровенна (навещающая его в госпитале).
Об Оливии Слотерс Грейвс рассказал, что она вообще-то недалёкая, глупая, так что главному герою не было бы с ней счастья; брошенная ими обоими, она вышла замуж за фермера и теперь растолстела. С началом войны её муж был призван в армию, время от времени получает отпуск домой, по приезде же режет свинью и, основательно подкрепившись, снова уезжает.
После выписки из госпиталя главный герой однажды встретил в кафе того самого капитана «Золотого льва». Капитан теперь служит на военном корабле, занимающимся борьбой с немецкими подводными лодками. Капитан в восторге от своей службы, от пушек своего корабля, у которых «маленькие такие снарядики, но великолепно пробивают обшивку!». По результатам разговора, Блетсуорси не преисполнился лучшего мнения о капитане, но отнёсся к нему индифферентно.

### Окончание
Блетсуорси и Грейвс открыли совместную фирму (но не такую, какую планировали в начале романа), став компаньонами. Грейвс по частям отдавал главному герою свой долг.
В эпилоге романа Грейвс позвонил Блетсуорси и сказал, что для полного погашения задолженности ему осталось внести последний взнос и он может его внести, но просит разрешения взять из этого взноса денег на обед в ресторане, на который приглашает главного героя, чтоб досрочно отметить полное погашение задолженности.
На этом обеде Блетсуорси и Грейвс ведут философскую беседу. Кончается роман тем, что на этом обеде Грейвс оптимистично заверил главного героя, что человечество построит новую, лучшую жизнь и «остров Рэмполь исчезнет навсегда!».

## Успешность романа
Как и романы «Автократия мистера Парэма» и «Балпингтон из Блапа», «Мистер Блетсуорси на острове Рэмполь» не продавался так хорошо, как ранние романы Уэллса. По словам биографа Дэвида Смита, они входят в число его «наименее читаемых книг». После публикации «Мистера Блетсуорси на острове Рэмполь» издатели начали торговаться с Уэллсом по поводу авансов и стоимости прав на его романы.
Однако друзья Уэллса продолжали хвалить его работу, например, Эйлин Пауэр назвала роман «абсолютно первоклассным».